# Pilea riopalenquensis
Pilea riopalenquensis är en nässelväxtart som beskrevs av Alwyn Howard Gentry och C.H. Dodson. Pilea riopalenquensis ingår i släktet pileor, och familjen nässelväxter. Inga underarter finns listade i Catalogue of Life.